# Wszembórz (gromada)
Wszembórz (od 1 I 1960 Borzykowo) – dawna gromada, czyli najmniejsza jednostka podziału terytorialnego Polskiej Rzeczypospolitej Ludowej w latach 1954–1972.
Gromady, z gromadzkimi radami narodowymi (GRN) jako organami władzy najniższego stopnia na wsi, funkcjonowały od reformy reorganizującej administrację wiejską przeprowadzonej jesienią 1954 do momentu ich zniesienia z dniem 1 stycznia 1973, tym samym wypierając organizację gminną w latach 1954–1972.
Gromadę Wszembórz z siedzibą GRN we Wszemborzu utworzono – jako jedną z 8759 gromad na obszarze Polski – w powiecie wrzesińskim w woj. poznańskim, na mocy uchwały nr 42/54 WRN w Poznaniu z dnia 5 października 1954. W skład jednostki weszły obszary dotychczasowych gromad Cieśle (bez obszaru włączonego do nowo utworzonej gromady Mikuszewo), Spławie i Wszembórz, ponadto miejscowości Borzykowo i Kalinkowo z dotychczasowej gromady Borzykowo,  miejscowości Budziłowo i Budziłówko z dotychczasowej gromady Budziłowo oraz niektóre parcele (o ogólnej powierzchni 87,19,35 ha) z karty 3 obrębu Kołaczkowo z dotychczasowej gromady Kołaczkowo – ze zniesionej gminy Borzykowo w tymże powiecie. Dla gromady ustalono 14 członków gromadzkiej rady narodowej.
Gromadę zniesiono 1 stycznia 1960 w związku z przeniesieniem siedziby GRN z Wszemborza do Borzykowa i zmianą nazwy jednostki na gromada Borzykowo.